# Salto con gli sci ai III Giochi olimpici giovanili invernali
Le gare di salto con gli sci dei III Giochi olimpici giovanili invernali si sono svolte al centro sciistico Les Tuffes di Prémanon, in Francia dal 19 al 22 gennaio 2020.

## Podi
| Evento               | Oro                                                                     | Punteggio | Argento                                                         | Punteggio | Bronzo                                                              | Punteggio |
| Individuale ragazzi  | Marco Wörgötter                                                         | 257,7     | Mark Hafnar                                                     | 247,1     | David Haagen                                                        | 244,5     |
| Individuale ragazze  | Anna Shpyneva                                                           | 229,6     | Joséphine Pagnier                                               | 222,8     | Štěpánka Ptáčková                                                   | 214,6     |
| Gara a squadre mista | Austria Lisa Hirner Stefan Rettenegger Julia Mühlbacher Marco Wörgötter | 986,4     | Giappone Ayane Miyazaki Yuto Nishikata Machiko Kubota Sota Kudo | 938,0     | Francia Emma Treand Marco Heinis Joséphine Pagnier Valentin Foubert | 886,7     |